# کلیجه (گنبد کاووس)
کلیجه، روستایی است از توابع بخش داشلی‌برون شهرستان گنبد کاووس در استان گلستان ایران.

## موقعیت جغرافیایی
روستای کلیجه در ۹۷کیلومتری شمال شهرستان گنبدکاووس و ۵۰ کیلومتری بخش داشلی‌برون در مرز ترکمنستان و در کناره جنوبی رود اترک به صورت روستایی ترکمن‌نشین در امتداد محور گنبد – کرند در طول ۵۵ درجه ۶ دقیقه ۴۰٫۷۸ ثانیه شرقی و عرض ۳۷ درجه ۵۵ دقیقه ۲۱٫۲۴ ثانیه شمالی واقع گردیده است گوگل. متوسط ارتفاع آن از سطح دریا ۷۶مترمی باشد.
این روستا مابین روستای قلاق بورته و دماغ واقع شده‌است و با دهستان کرند ۴۰ کیلومتر فاصله دارد.

## تاریخچه
روستای فعلی کلیجه که در کنار رود اترک واقع است از دیرباز معروف به بایرام اولوم بوده و بایرام اولوم گذرگاه مهمی قبل از تشکیل شوروی سابق بوده‌است و سابقاً کلیجه به روستای واقع در سمت غربی بایرام اولوم با فاصله ۵ کیلومتر گفته می‌شد ولی در نتیجه توسعه فرسایش کناررودخانه‌ای و باکوچ تمامی اهالی کلیجه سابق به بایرام اولوم، نام بایرام اولوم منسوخ و تبدیل به کلیجه تبدیل گردید.
با توجه به آثار یافته شده در دفینه‌ها که قدمت آن به ده‌ها قرن می‌رسد دال بروجود ساکنان باستانی است و مهم‌ترین واقعه وقوع جنگ "بنگ بان" در شمال کلیجه و دیگری نبرد "ارازحاجی" در جنوب کلیجه در دفاع از ترکمن‌ها در مقابل تهاجم سالدات‌های روس است که ترکمنهای زیادی کشته شدند. و"مقبره قربان شهید" و"قره مات شهید" از سرداران و شهدای آن زمان در بین اهالی تقدس و احترامی خاصی دارد باقدمت صدساله تنها قبرستان فعال محل است و مقبره "یاغمور شهید" که معروف به "یکه (تنها) شهید "نیز مورد احترام است که مقبره بدون نامی است که مربوط به یک بچه چوپان بوده که توسط روس‌ها کشته شدند.

## جمعیت
این روستا در دهستان اترک (گنبد کاووس) قرار داشته و براساس سرشماری سال ۱۳۹۵ جمعیت آن ۴۶۱ نفر (۱۳۶خانوار) بوده‌است.
مردم این روستا به زبان ترکمنی صحبت می‌کنند ونیز سنی مذهب هستند از لحاظ طبقه‌بندی طایفه‌ای تماماً یموت واکثراازطایفه شیرمحمدلی است و تعدادی خانوار از طایفه مشرق هم وجود دارد و بایلی آخوند از شخصیت‌های معروف محلی است. .

## مناظر طبیعی و ناهمواری‌ها
اراضی شمالی روستا که از نظر جنس لسی. به دلیل قرارگیری دراطراف رودخانه اترک مقاومت کمی داشته دراین بخش براثر فرسایش آبی بدبوم‌ها و غارهایی به وجود آمده‌اند.
تیپ اراضی منطقه تراس‌های رودخانه‌ای است که این اراضی به وسیلهٔ رودخانه‌های دائمی وفصلی و در حاشیه آن‌ها تشکیل می‌شوند. شیب آن‌ها صفر تا ۵ درصد و پستی و بلندی کمتر از ۵ متر است واکثرا در اثر طغیان رودخانه‌ها و عریض شدن بستر آن‌ها و بجای گذاشتن مواد رسوبی به وجود آمده‌اند.
این اراضی در حوزه آبریزاترک سفلی اکثراً از رسوبات آبرفتی و در بعضی مناطق از مواد لسی تشکیل شده‌است به‌طور کلی این تیپ از اراضی از دو قسمت کم شیب با کاربری زراعت و مناطقی با پستی و بلندی و تپه ماهوربا کاربری مرتع تشکیل شده‌است در مناطق تپه ماهور به دلیل حساسیت زیاد مواد مادری به فرسایش، فرسایش شدید وجود دارد

## زمین‌شناسی
با رعایت اختصار وضعیت زمین‌شناسی به قرار ذیل است:
کل منطقه متشکل از رسوبات لسی است و در دشت‌ها با ضخامتی ۱۰۰ تا ۱۵۰ متر گسترش یافته‌اند که در دوران چهارم زمین‌شناسی تشکیل یافته اندو
عارضه زمین‌شناسی دیگر وجود گسل در حدود ۳–۴ کیلومتری جنوب روستای کلیجه‌است.
در حفاری‌های اکتشافیِ چاهی به عمق ۱۵۰ متر در شمال شرق روستای کلیجه حفاری شده‌است. حاصل نتایج از چاه اکتشافی، آب زیرزمینی شور است مقدار هدایت الکتریکی در سفره‌های تحت فشار بین ۳۶۰۰۰ تا ۷۲۰۰۰ میکروموس بر سانتیمتر متغیر بوده‌است.

## اقلیم منطقه
اقلیم منطقه آب و هوای خشک و نیمه خشک با اقلیم نیمه بیابانی است متوسط بارش سالانه بین ۱۵۰ تا ۲۰۰ میلی‌متر است.
مقدار متوسط بارندگی سالانه منطقه بر اساس آمار ایستگاه‌های هواشناسی چات ۱۹۲٫۷
میلی‌متر وباران مؤثر ۲۵٫۶ میلی‌متر که بیشترین میزان بارندگی در فصول پاییز و زمستان است.
دوره خشکی هوا حدود شش ماه که از اوایل خرداد ماه تا اواخر آبان ماه طول می‌کشد و در فصل زمستان دارای یخ بندان است.
بر اساس مطالعات انجام گرفته مربوط به حوزه رودخانه اترک برمبنای ایستگاه هواشناسی چات متوسط حداکثر دما ی ماهیانه ۲۴٫۸ وحدانی مطلق ۴۳٫۰۱ درجه سانتی گراد در تیر ماه و متوسط حد اقل دما ۱۱٫۴و حد اقل دمای مطلق منطقه ۴٫۲۷ درجه سانتیگراد زیر صفر در بهمن ماه است.
جهت وزش باد غالب منطقه در طول سال شمال غربی و دارای فراوانی ۱۵٫۲ در صد است و حد اکثر سرعت باد ۷۶ کیلومتر در ساعت است.

## پوشش گیاهی

پوشش گیاهی

درصد پوشش گیاهی حدود ۱۴٪ با تولید علوفه مرتعی سالیانه ۳۱ کیلوگرم در هکتار جزو مراتع ضعیف استان محسوب می‌گردد. تیپ غالب گونه گیاهی منطقه نیز با توجه به به دلیل شوری خاک منطقه نباتات طبیعی اکثراً گیاهان مقاوم به شوری می‌باشند و گرمی هوا و کمی بارندگی و اراضی شوردرمنطقه باعث شده منطقه پوشش گیاهی مخصوص به خودرا دارا باشد که گیاهان خانواده (چمن) پواسا، سالسولا، خارشتر واسپند است. پ
در امتداد رودخانه اترک نی زارهای زیاد و بلند و درختچه گزکم ارتفاع وجود دارد.

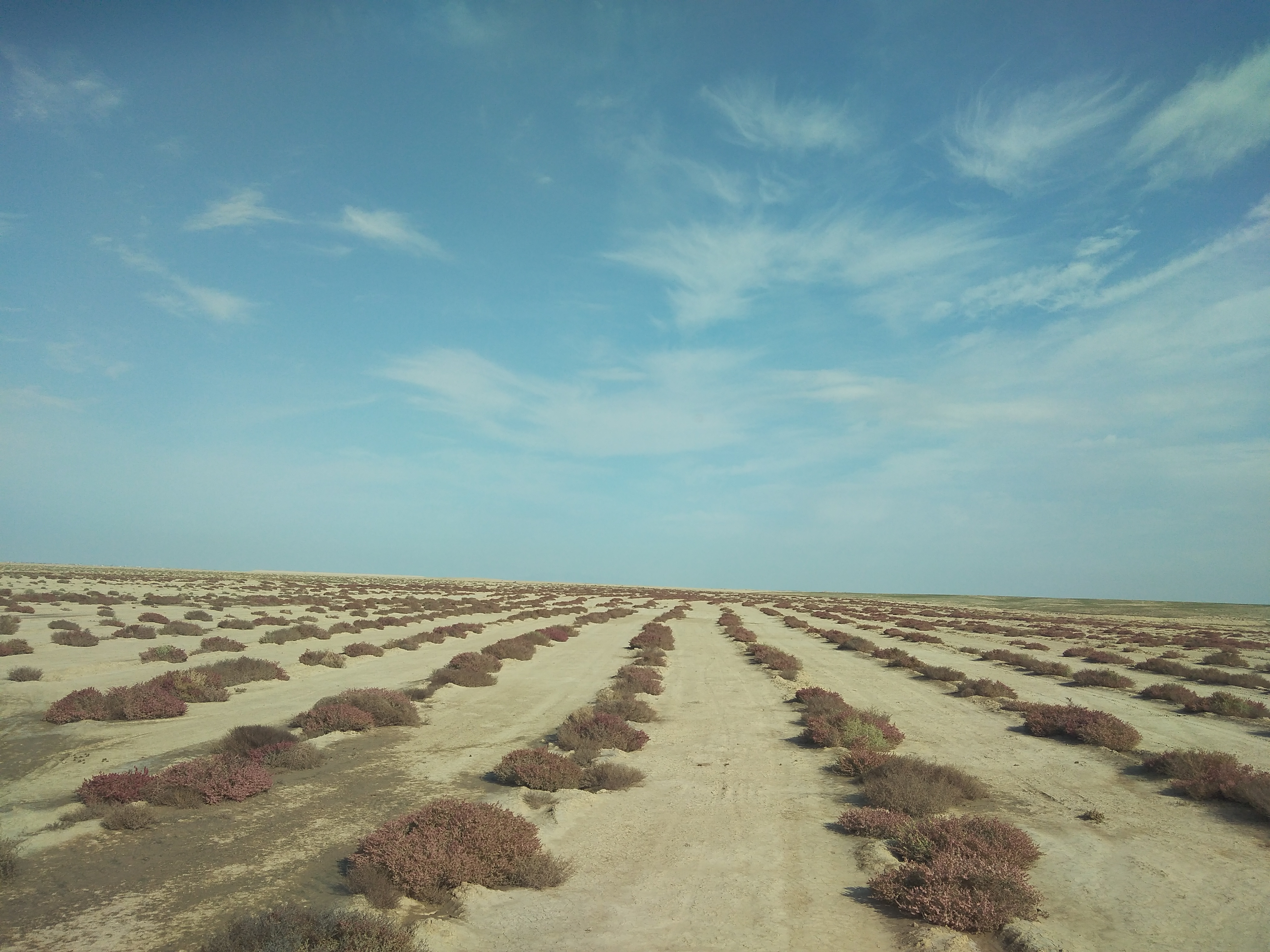
بوته کاری کلیجه به مساحت ۱۶۰ هکتار

قسمت اعظم زراعت کشت جو به صورت دیم است.

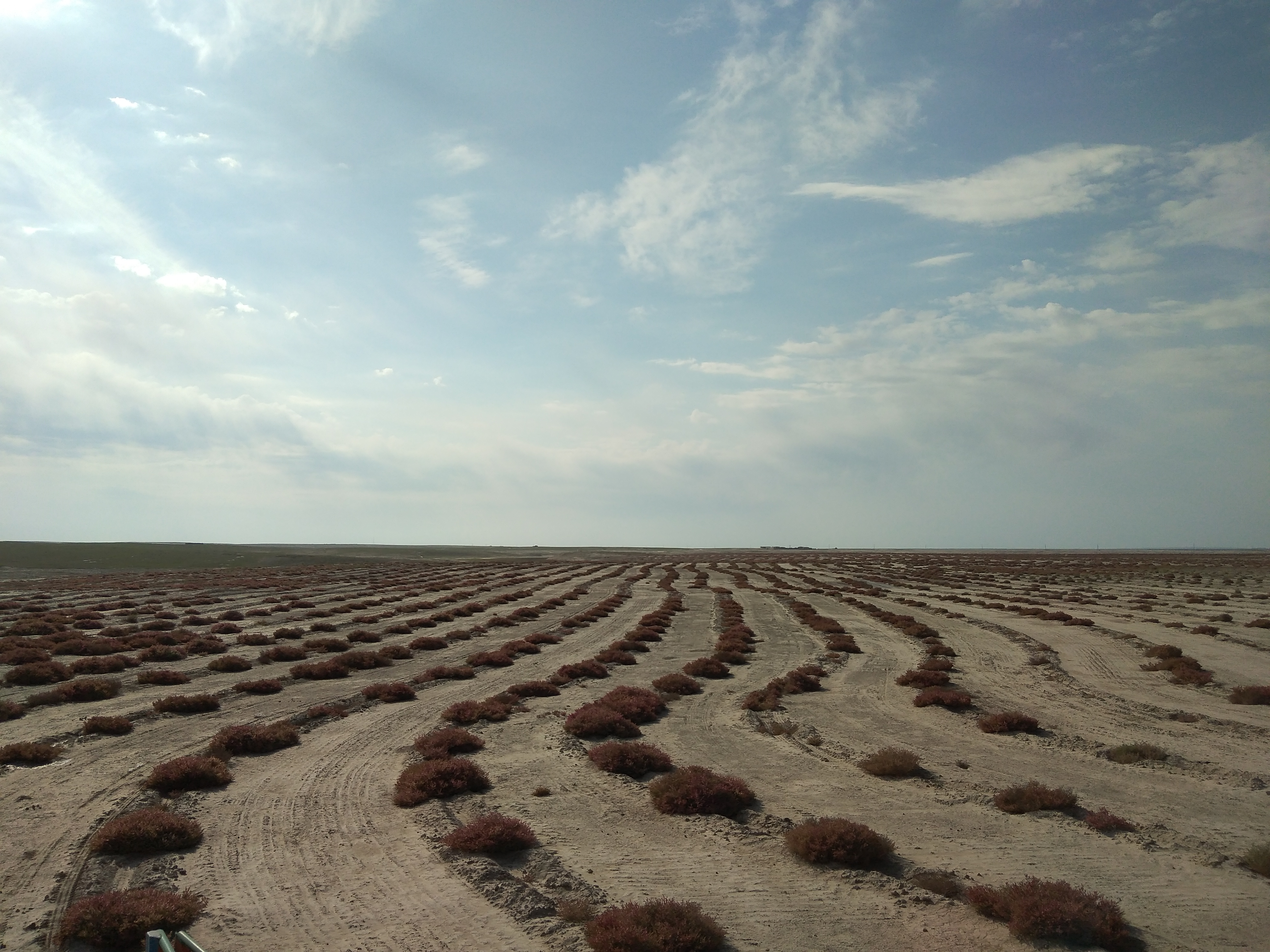
بوته کاری کلیجه به مساحت ۱۶۰ هکتار

اغلب اراضی به صورت مراتع طبیعی بوده و گیاهان مرتعی آن عبارتند از:
گیاهانشوره زی(گیاهان شوره‌زی) نظیر: سوئدا، سالیکورنیا و سالسولا
گیاهان مقاوم به شوری نظیر: اسپند، خارشتر وجغجغه
نباتات تیره گرامینه مانند: پوآسا، مرغ، چمن، پنجه نمازی ویولاف وحشی
نباتات سایر تیره‌ها که نسبتاً کمتر ازتیره‌های بالایی است مانند: همیشه بهاروحشی، آناغالس، گلایول وحشی وبوریا.

## کشاورزی و دامپروری

یکی ازساکنین روستای کلیجه

شرایط اقلیمی خشک بیابانی و نوع آب و خاک و سخت کوشی مردمان این دیار زمینه را برای پرورش احشام فراهم نموده است.
بنابرای اکثر روستایان دامدارند وروستا رابه عنوان ییلاق استفاده می‌کنند.
انواع گیاهانی که در اینجا کشت می‌نمایند عبارتند از: انواع صیفی- جات، گندم، جو، و ... که کاشت گندم و جو و در سال‌های پرآبی کاشت صیفی جات بخصوص هندوانه از رونق بیشتری برخوردار است. یکی از بهترین و خوشمزه‌ترین خربزه و طالبی ترکمن درکلیجه تولید می‌شود.

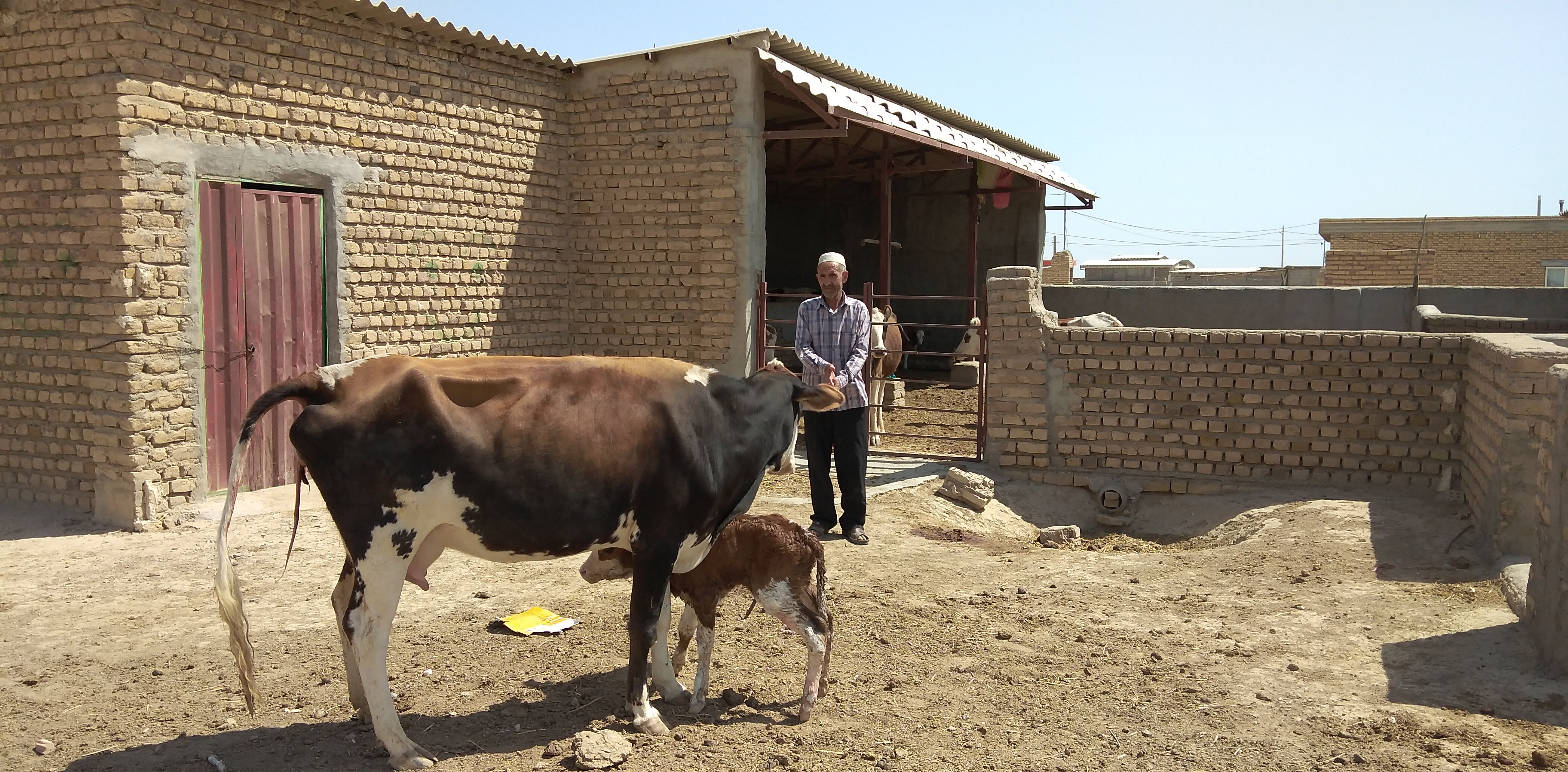
طاغن گلدی کمکی یکی از اهالی روستای کلیجه

```
rasool komaki
```